# 黃道瞻
黃道瞻（1550年—？），字臨汝，福建泉州府晉江縣人，軍鹽籍，明朝政治人物。

## 生平
萬曆元年（1573年）福建鄉試第六十二名，萬曆二年（1574年）甲戌科進士。萬曆九年（1581年），任直隶常州府宜興縣知縣，升兵科給事中。因彈劾官員被貶為永豐縣丞，升刑部主事，改兵部主事、吏部主事。

## 家族
曾祖父黃傅；祖父黃潮；父黃克震。母趙氏；繼母王氏。重庆下。